# Marroquinos
Marroquinos (em árabe: المغارب) são as pessoas que partilham uma origem e cultura marroquina comum, e falam ou o árabe marroquino ou o berbere como primeiro idioma.
Além dos quase 32 milhões de marroquinos que vivem no próprio Marrocos, existe uma grande população de marroquinos que vive na França, Itália nos Países Baixos, Espanha, além de grupos menores no Reino Unido, Estados Unidos e Canadá. Calcula-se que cerca de 4,5 milhões indivíduos com ancestralidade marroquina total ou parcial vivam no exterior, especialmente na Europa, América do Norte e em diversos países de língua árabe, como a Arábia Saudita, os Emirados Árabes e o Kuwait.